# Джуро Блажека
Джуро Блажека (на хърватски: Đuro Blažeka) е хърватски езиковед, лексикограф, диалектолог и експерт по кайкавско наречие.
Роден е на 18 април 1968 г. в Прелог, Югославия. През 1992 г. завършва хърватски език и южнославянски езици в Загреб. Защитава докторската си дисертация за каджавските речи на Меджимурие през 2004 г. От 1998 г. е преподавател в Хърватския езиков колеж към Учителския колеж в Чаковец. От 1 октомври 2006 г. до 11 ноември 2008 г. е декан на висшето училище.